# Liste der Bodendenkmale in Bernsdorf (Oberlausitz)
In der Liste der Bodendenkmale in Bernsdorf sind die Bodendenkmale der Gemeinde Bernsdorf und ihrer Ortsteile nach dem Stand der Auflistung von Harald Quietzsch und Heinz Jacob aus dem Jahr 1982 aufgelistet. Eventuelle Änderungen und Ergänzungen, insbesondere aus der Zeit nach der Wende, sind nicht berücksichtigt, da für Sachsen aktuell keine neueren allgemein zugänglichen Bodendenkmallisten vorliegen. Die Baudenkmale sind in der Liste der Kulturdenkmale in Bernsdorf (Oberlausitz) aufgeführt.
| Denkmal-ID | Fundart            | Ortsteil      | Bezeichnung | Zeitstellung    | Lage                                                                                | Bemerkungen | Bild |
| ---------- | ------------------ | ------------- | ----------- | --------------- | ----------------------------------------------------------------------------------- | --- | ---- |
| ?          | Befestigung > Burg | Großgrabe     | Wasserburg  | Mittelalter     | südwestlicher Ortsrand, direkt südlich des Guts in der Bachaue, nahe dem Löschteich | eingeebnet, oberflächlich nicht mehr erkennbar, Schutz seit 6. Januar 1936, erneuert 12. November 1956                            |      |
| ?          | Befestigung > Burg | Straßgräbchen | Wasserburg  | Mittelalter     | östlicher Ortsteil, östlicher Gutsbereich                                           | durch Herrenhaus überbaut, Graben eingeebnet und oberflächlich nicht mehr erkennbar, Schutz seit 1938, erneuert 12. November 1956 |      |
| ?          | besonderer Stein   | Straßgräbchen | Steinkreuz  | Spätmittelalter | westlicher Ortsteil der nördlichen Dorfzeile, nördlich an der Straße                | Hiebwaffe eingezeichnet, Schutz seit 27. Oktober 1971                                                                             |      |